# Ivan Reščič
Ivan Reščič, italijanski rimskokatoliški duhovnik in učitelj slovenskega rodu, * 22. julij 1877, Gorica, Avstro-Ogrska, † 28. julij 1955, Italija.

## Življenje in delo
Ljudsko šolo je obiskoval v rojstnem kraju, deško učiteljišče pa v Kopru, kjer je leta 1896 tudi maturiral. Po maturi je nekaj let opravljal poklic učitelja nekje na banjški planoti. Leta 1902 je vstopil v goriško Veliko semenišče in na svoj rojstni dan 1904 pel novo mašo. Po svetem mašniškem posvečenju je bil kaplan v Bovcu. Leta 1907 ga je goriški nadškof Frančišek Borgia Sedej imenoval za ravnatelja in kateheta gluhonemnice v Gorici. V tem zavodu, ki ga je ustanovil Valentin Stanič je preživel celih 40 let. Na pritisk fašistov je bil leta 1925 razrešen ravnateljske službe, vendar je v zavodu še naprej deloval kot učitelj in katehet. Po letu 1947 je bil nekaj časa župnik v Podgori. Kot upokojenec pa je bogoslužje opravljal v cerkvici pri Sv. Ivanu v Gorici. Ko v Gorici ni bilo več slovenskih frančiškanov je Reščič tu vodil tretji red sv. Frančiška.